# Sibble
Sibble är en tätort i Botkyrka kommun, Stockholms län. Orten ligger vid Kaggfjärden i Botkyrkas södra del (Grödinge socken), omkring en mil sydväst om Tumba. Strax väster om Sibble ligger Stora Träskets naturreservat, bildat år 2008. Centrala delen i reservat är sjön Stora Träsket. 

## Befolkningsutveckling
| Befolkningsutvecklingen i Sibble 1990–2020 | Befolkningsutvecklingen i Sibble 1990–2020 | Befolkningsutvecklingen i Sibble 1990–2020 | Befolkningsutvecklingen i Sibble 1990–2020 | Befolkningsutvecklingen i Sibble 1990–2020 |
| ------------------------------------------ | ------------------------------------------ | ------------------------------------------ | ------------------------------------------ | ------------------------------------------ |
|                                            |                                            |                                            |                                            |                                            |
| År                                         |                                            |                                            | Folkmängd                                  | Areal (ha)                                 |
| 1990                                       | 1990                                       |                                            | 151                                        | 62#                                        |
| 1995                                       | 1995                                       |                                            | 210                                        | 65                                         |
| 2000                                       | 2000                                       |                                            | 244                                        | 65                                         |
| 2005                                       | 2005                                       |                                            | 280                                        | 66                                         |
| 2010                                       | 2010                                       |                                            | 309                                        | 66                                         |
| 2015                                       | 2015                                       |                                            | 354                                        | 94                                         |
| 2020                                       | 2020                                       |                                            | 343                                        | 95                                         |
| Anm.: Ny tätort 1995. # Som småort.        |                                            |                                            |                                            |                                            |